# لبلة
بلدية لبلة (بالإسبانية: Niebla، باللاتينية: Ilipla) هي بلدية تقع في مقاطعة ولبة التابعة لمنطقة أندلوسيا جنوب إسبانيا.

## الديموغرافيا
بلغ عدد سكان بلدية لبلة 4.169 نسمة عام 2011 (وفقاً للمعهد الوطني الإسباني للإحصاء).
| 3.846 | 3.924 | 3.820 | 3.953 | 4.072 | 4.183 | 4.169 |

## صور

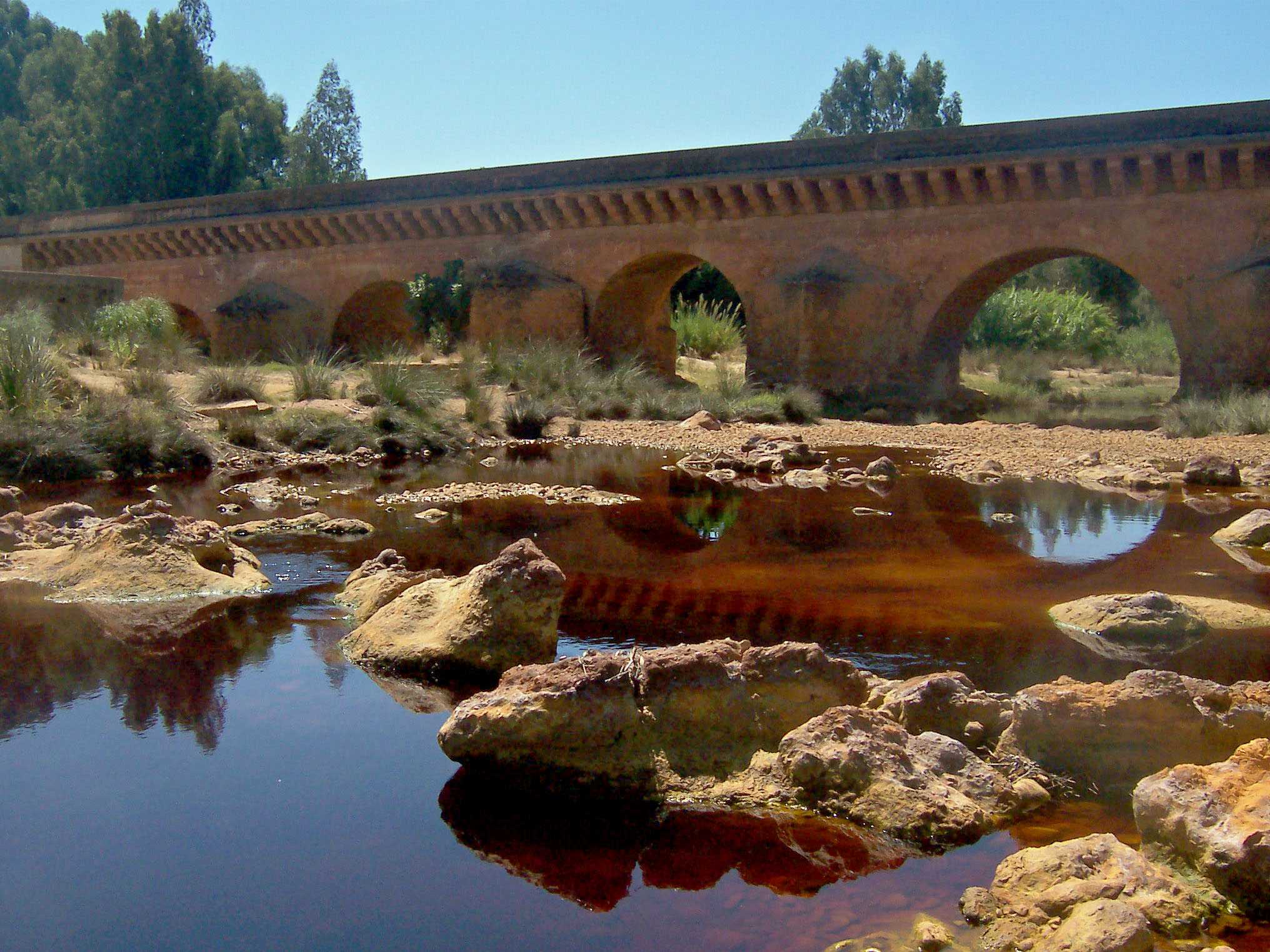
قنطرة رومانية قرب مدينة لبلة على نهر لبلة
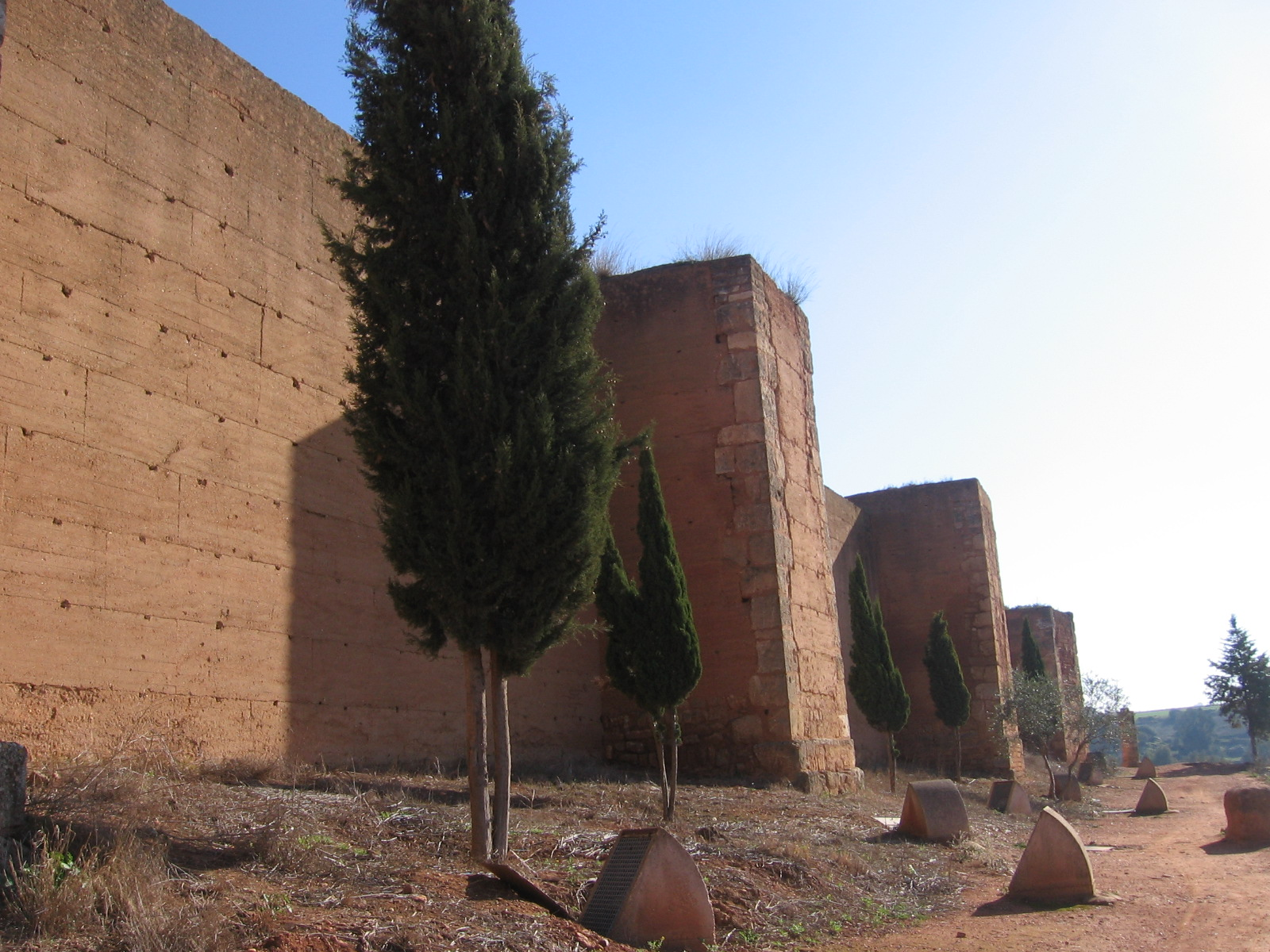
الأسوار التي شيدها العرب حول مدينة لبلة